# Leibniz

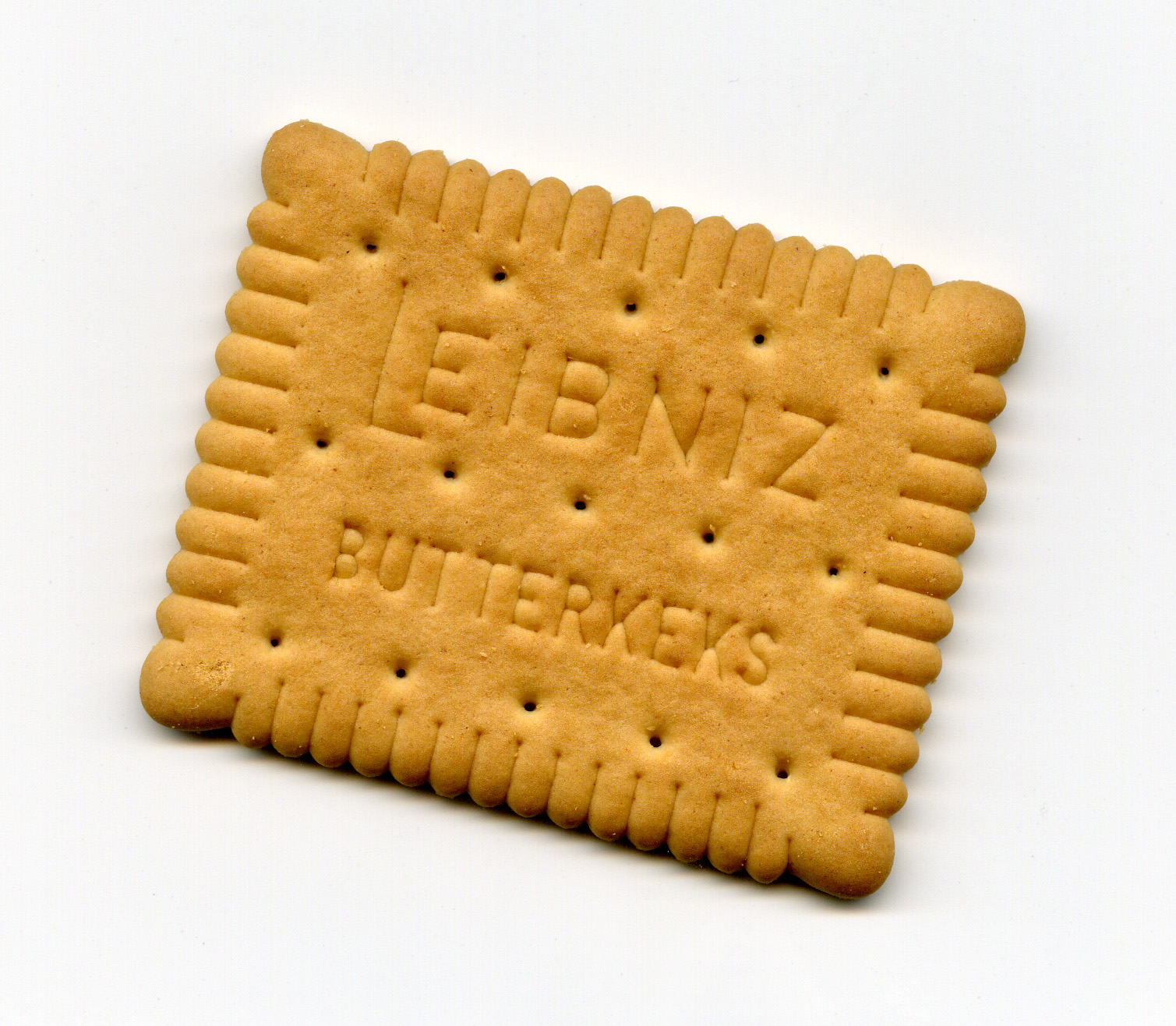
Leibniz Butterkeks

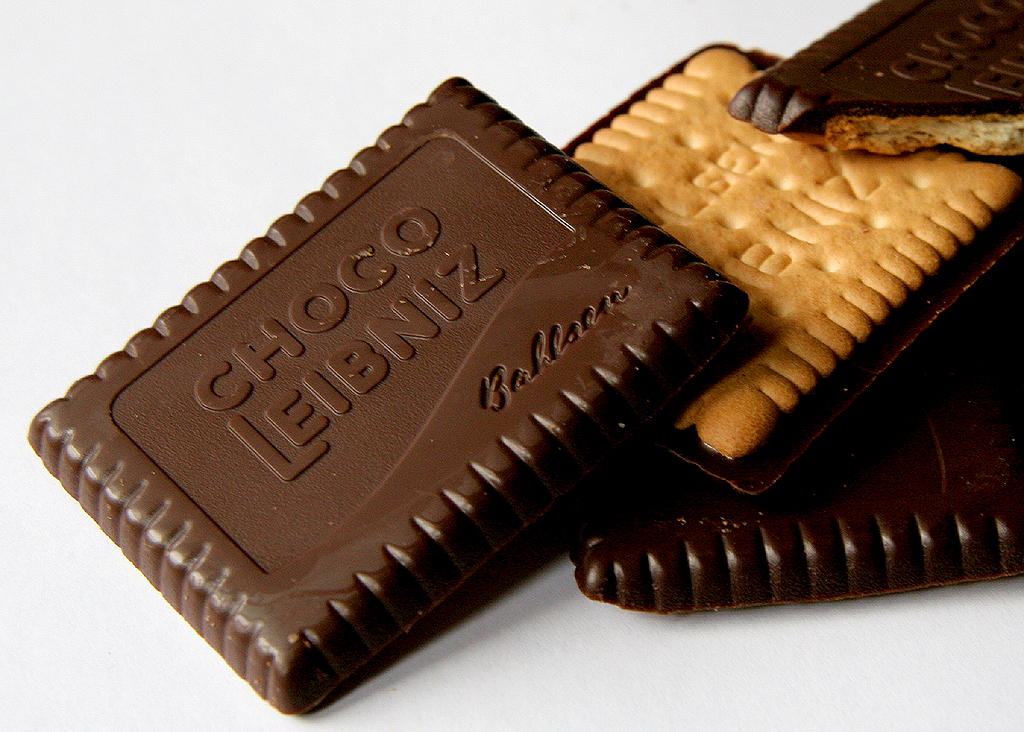
Choco Leibniz

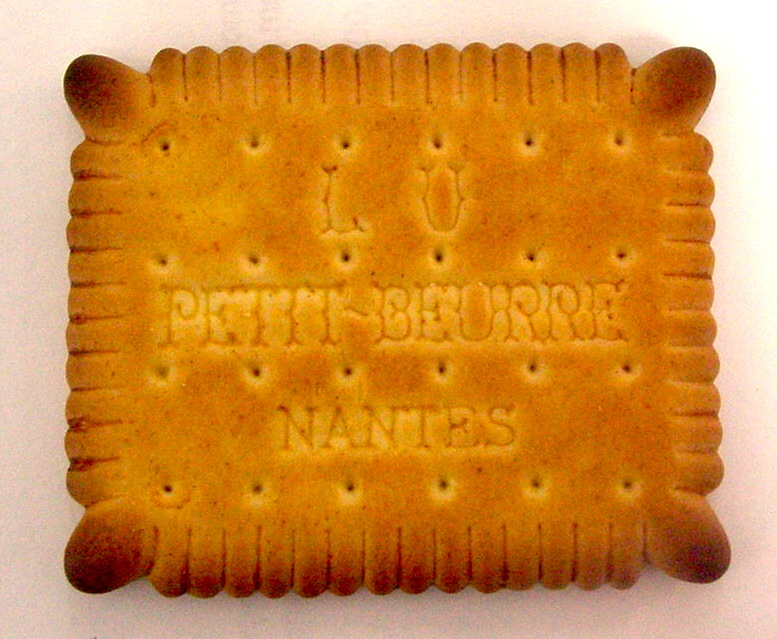
Petit Beurre — печенье французской фирмы LU, выпускающееся с 1886 года

Leibniz («Лайбниц») — торговая марка затяжного печенья, названного в честь Готфрида Вильгельма Лейбница, которое производится немецкой компанией Bahlsen с 1891 года.

## Название
Причина, по которой печенье носит имя знаменитого немецкого философа и математика Готфрида Вильгельма Лейбница, заключается в том, что тот заметную часть своей жизни прожил в Ганновере, где и возникла в 1889 году компания Bahlsen. Это не единственный случай, когда продукты питания называли в честь известных исторических личностей (близкий пример — моцарткугель).

## Варианты
Современная линейка продукции под данной маркой насчитывает около пятнадцати наименований, среди которых классические Leibniz Butterkeks, вариант с какао Leibniz Kakaokeks, печенье с шоколадом Leibniz Choco и печенье Leibniz Zoo в виде фигурок животных.

## Дизайн
Оригинальный дизайн Leibniz Butterkeks не менялся с момента появления. Печение имеет прямоугольную форму, на нём пропечатано «LEIBNIZ BUTTERKEKS», а по краям печенья насчитывается 52 зубчика. Однако, этот дизайн является производным от дизайна печенья Petit Beurre, созданного в 1886 году французской компанией Lefèvre-Utile.